# Закс патера
Закс патера је мања калдера (патера) на површини планете Венере. Налази се на координатама 49,1° северно и 25,8° западно (планетоцентрични координатни систем +Е 0-360). Ово је елиптична калдера дубине до 130 метара и пречника од 65 км.
Калдера је име добила по немачкој књижевници и добитници Нобелове награде за кжижевност 1966. Нели Закс (1891—1970). Име калдере утврдила је Међународна астрономска унија 1991. године.